# Herrenberg
Pour les articles homonymes, voir Herrenberg (homonymie).
Herrenberg est une ville située en Allemagne dans le land du Bade-Wurtemberg. Jumelée avec la ville de Tarare en France dans le Rhône.

## Histoire
| Appartenances historiques Comté palatin de Tübingen 1245-1382 Comté de Wurtemberg 1382-1442 Comté de Wurtemberg-Urach 1442-1482 Comté de Wurtemberg 1482-1495 Duché de Wurtemberg 1495-1803 Électorat de Wurtemberg 1803–1806 Royaume de Wurtemberg 1806–1918 République de Weimar 1918–1933 Reich allemand 1933–1945 Allemagne occupée 1945–1949 Allemagne 1949–présent |

## Monuments
- Abbaye de Mönchberg

## Presse
- Le Gäubote, quotidien local publié à Herrenberg.